# Oxygene
Oxygene er titlen på Jean Michel Jarres første internationale album fra 1976.

## Spor
Alle numre er skrevet af Jean Michel Jarre.
Side et
1. Oxygène (Part I) – 7:39
2. Oxygène (Part II) – 7:46
3. Oxygène (Part III) – 3:16

Side to
1. Oxygène (Part IV) – 4:14
2. Oxygène (Part V) – 10:23
3. Oxygène (Part VI) – 6:20

## Musikere
Jean Michel Jarre (APR Synthesizer, EMS Synthi AKS, VCS 3 Synthesizer, RMI Harmonic Synthesizer, Farfisa Professional Organ, Eminent, Mellotron, Rhythmin' Computer

## Info om albummet
- Store dele af albummet er indspillet hjemme i Jarres køkken.
- Han måtte i lang tid kæmpe for at finde et pladeselskab, der ville udgive albummet.

## Hitlister
| Chart (1977)                          | Peak position |
| ------------------------------------- | ------------- |
| Australian Albums (Kent Music Report) | 29            |
| Østrig (Ö3 Austria)                   | 10            |
| Frankrig (SNEP)                       | 1             |
| Tyskland (Media Control)              | 8             |
| Holland (Album Top 100)               | 4             |
| New Zealand (RIANZ)                   | 3             |
| Norge (VG-lista)                      | 9             |
| Sverige (Sverigetopplistan)           | 3             |
| Storbritannien (OCC)                  | 2             |
| US (Billboard 200)                    | 78            |

|